# Špiro Dmitrović
Špiro Dmitrović (Benkovac, 1803. – Zagreb, 6. veljače 1868.) hrvatski časnik i politički borac u doba ilirizma. 
Kao austrijski časnik služio u Veneciji 1841. – 1845. Sudjelovao u osnivanju tajnog društva, kojem je cilj bio »ostvarenje slavenskog carstva«. Po procjeni policije u Veneciji, bio je »duša« toga Društva. Kada je zavjera otkrivena, pozvan je na odgovornost i umirovljen u činu satnika. Neko vrijeme živi u Benkovcu, a zatim odlazi u Zagreb, gdje se bavi prevođenjem talijanskih klasika za kazalište. 
Još za života, dok je svojim entuzijazmom, revolucionarnim zanosom i nacionalnim romantizmom, oduševljavao buduće prvake Narodne stranke Dalmacije, književnik Petar Preradović posvećuje ovom »vrlom Bukovčaninu« čuvene stihove Poslanica Špiri Dmitroviću«.